# Galaxie naine elliptique
Les galaxies naines elliptiques ou galaxies elliptiques naines sont, comme leur nom l'indique, des galaxies à la fois elliptiques et naines, beaucoup plus petites que les autres galaxies. On en retrouve souvent dans les amas de galaxies et elles sont souvent les compagnons d'autres galaxies.

## Exemples

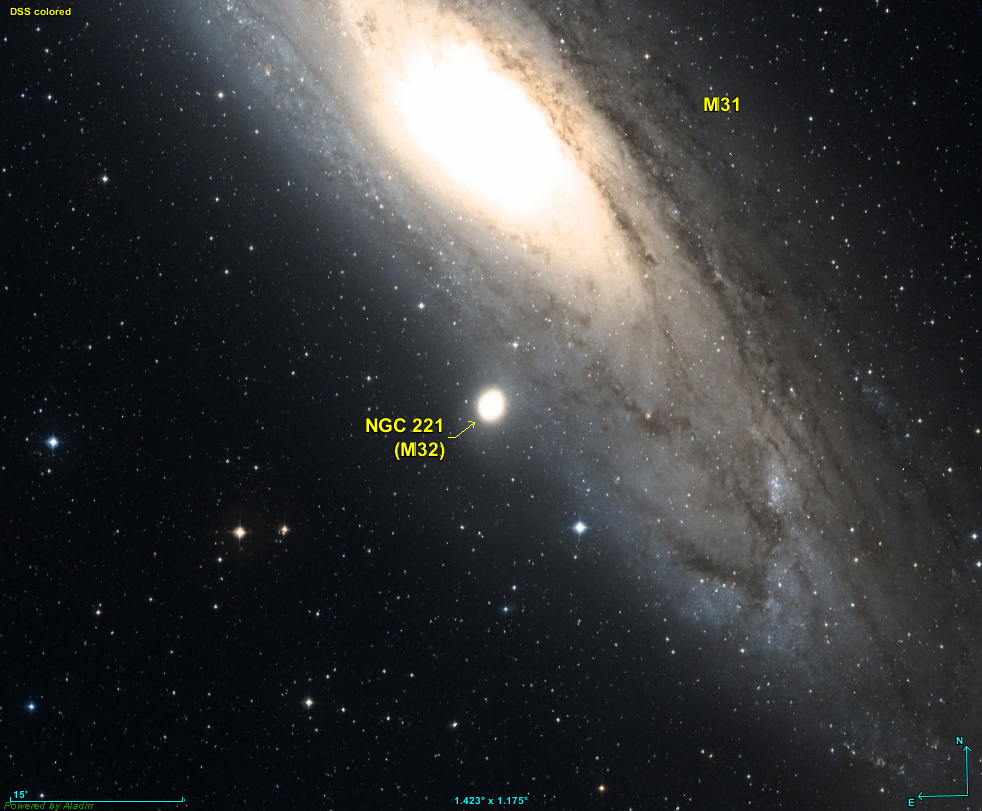
M32 devant la galaxie d'Andromède

Une des galaxies naines elliptiques les plus proches est M32, un satellite de la galaxie d'Andromède (M31). En 1944, Walter Baade confirma que NGC 147 et NGC 185 sont deux naines elliptiques faisant partie du Groupe local. Dans les années 1950, plusieurs autres ont été découvertes dans les amas du Fourneau et de la Vierge.